# Ernest Bersot

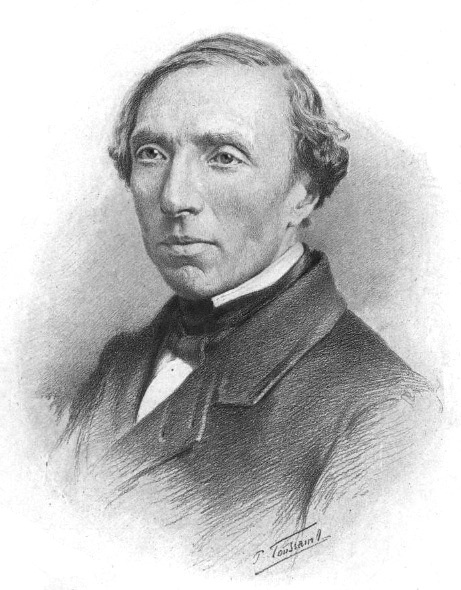
Ernest Bersot

Ernest Bersot (* 22. August 1816 in Surgères (Département Charente-Maritime); † 1. Februar 1880 in Paris) war ein französischer Philosoph und Publizist.

## Leben
Ernest Bersot besuchte nach dem Besuch des Gymnasiums zu Bordeaux von 1836 bis 1839 die Normalschule in Paris. Anschließend wirkte er in Rennes, Paris, Bordeaux, ab 1843 in Dijon und ab 1846 in Versailles als Professor der Philosophie, die er im Sinn Victor Cousins vertrat. Er wandte sich, nachdem er nach dem Staatsstreich Napoleons III. vom 2. Dezember 1851 wegen Eidesverweigerung aus seiner Stelle entlassen worden war, der literarischen Tätigkeit zu, wurde 1859 Mitarbeiter des Journal des débats, 1866 Mitglied der Académie des sciences morales et politiques sowie nach dem Ende des Zweiten Kaiserreichs 1871 Direktor der Normalschule. Besonders machte er sich um das französische Unterrichtswesen verdient. Im Alter von 63 Jahren starb er 1880 in Paris.

## Publikationen
- Essai sur la providence, 1853, 2. Aufl. 1855.
- Mesmer et le magnétisme animal, 1853, 4. Aufl. 1879.
- Études sur le XVIIIe siècle, 2 Bde., 1855.
- Lettres sur l’enseignement, 1857.
- Littérature et morale, 1861.
- Questions actuelles, 1862.
- Essais de philosophie et de morale, 2 Bde., 1864.
- Morale et politique, 1868.
- Libre philosophie, 1868.
- Études et discours, 1879.
- Questions d’enseignement, études sur les réformes universitaires, 1880.